# جان ویلیامسون
جان ویلیامسون (انگلیسی: John Williamson; ۷ ژوئن ۱۹۳۷ – ۱۱ آوریل ۲۰۲۱) اقتصاددان، و استاد دانشگاه اهل بریتانیا و مبدع اصطلاح «اجماع واشینگتن» بود. او ۱۰ قانون ساخت که به وسیلهٔ بانک جهانی، سازمان بین‌المللی پول و دولت ایالات متحده بر کشورهای در حال توسعه تحمیل شد. ویلیامسون بعدها به نقد شدید نحوهٔ تحمیل این قوانین و استفاده از آن‌ها توسط نئولیبرال‌ها پرداخت.